# Huidji See
Huidji See (* 30. Mai 1981 in Arnhem, Niederlande) ist ein niederländischer Poolbillard-Spieler. Er war der Weltmeister des Jahres 2011 in der Poolbillard-Disziplin 10-Ball.

## Karriere
Huidji See wurde 1981 als Sohn chinesischer Eltern in den Niederlanden geboren und wuchs dort auf. Statt seine Ausbildung zu beenden, entschied er sich für eine Laufbahn als professioneller Billardspieler. Bei Wettbewerben tritt er für den Rotterdamer Billardclub Thurston an. Sein Spitzname in der Poolbillardszene lautet Hooch.
Bereits im Jahr 2007 gewann er Silber bei der WPA-14-und-1-endlos-Weltmeisterschaft, nachdem er das Finale mit 171:200 gegen den Deutschen Oliver Ortmann verloren hatte. Huidji See war damals der erste Niederländer, der bei den Weltmeisterschaften in der Disziplin 14 und 1 endlos eine Medaille gewann. Um ins Finale zu kommen, hatte er zuvor nacheinander die Spieler Stevie Moore, Antonio Fazanes, Matt Krah, Bob Maidhof, Niels Feijen, Warren Kiamco und Martin Kempter besiegt.
Bei der WPA-14-und-1-endlos-Weltmeisterschaft 2008 in New Brunswick (Vereinigte Staaten) unterlag Huidji See im Viertelfinale dem philippinischen Spieler Francisco Bustamante. Bei der Poolbillard-Europameisterschaft 2011 im Frühjahr 2011 in Brandenburg an der Havel unterlag er zwar in der Disziplin 10-Ball im Viertelfinale dem Russen Konstantin Stepanow, gewann jedoch die Bronzemedaille in der Disziplin 9-Ball der Herren. In Zagreb gelang ihm im März 2010 bei der Poolbillard-Europameisterschaft in der Disziplin 14 und 1 endlos erneut der Gewinn einer Bronzemedaille.
Im Mai 2011 gewann Huidji See in Manila den Weltmeistertitel in der Disziplin 10-Ball durch seinen überraschenden 11:8-Sieg im Finale gegen den chinesischen Titelfavoriten Fu Jianbo. In der Gruppenphase hatte er zuvor nacheinander die Spieler Jalal Yousef (9:3), Ricky Yang (9:7), Ko Pin-yi (9:6), Tony Drago (9:4) und Yukio Akakariyama (9:6) besiegt. Die Weltmeisterschaft brachte ihm außer dem Titel ein Preisgeld in Höhe von 60.000 US-Dollar ein. Nach dem Engländer Darren Appleton und dem Finnen Mika Immonen war er erst der dritte Europäer, der diesen Weltmeistertitel erringen konnte.